# Kasel-Golzig
Kasel-Golzig (dolnołuż. Kózłow-Gólsk) – gmina w Niemczech w kraju związkowym Brandenburgia, w powiecie Dahme-Spreewald, wchodzi w skład urzędu Unterspreewald. Do 31 grudnia 2012 wchodziła w skład urzędu Golßener Land.

## Historia

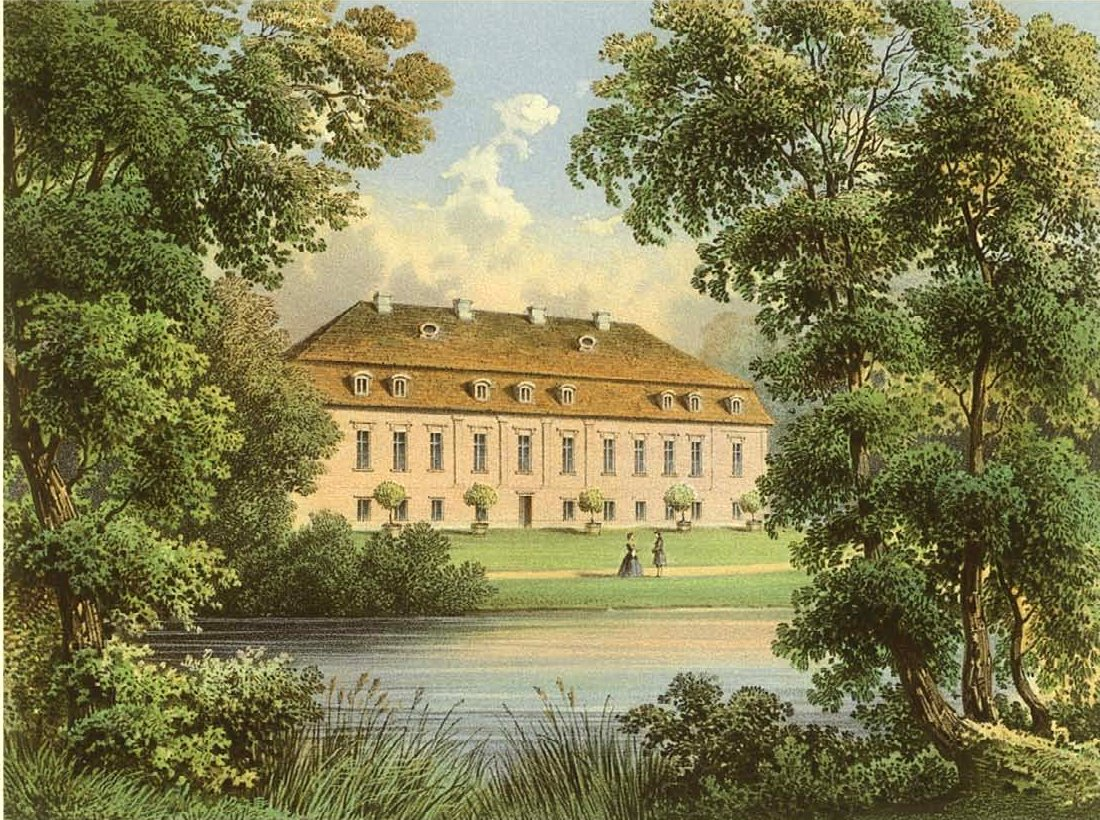
Zamek w Kasel w XIX wieku

Najstarsza wzmianka o Kasel pochodzi z 1346, a o Golzig (jako Golcz) z 1396. W latach 1697–1706 i 1709-1763 obie miejscowości leżały w granicach unijnego państwa polsko-saskiego. Pamiątką po tym okresie jest pocztowy słup dystansowy z 1722 z inicjałami króla Polski Augusta II Mocnego (AR - Augustus Rex - Król August). Od 1871 w granicach Niemiec. W 1926 Kasel i Golzig zostały połączone w gminę. W latach 1949–1990 część NRD. W 1962 do gminy włączono wieś Zauche.